# Christian Friedrich Schwägrichen
Christian Friedrich Schwägrichen (Lipsia, 16 settembre 1775 – Lipsia, 2 maggio 1853) è stato un botanico tedesco.

## Biografia
Nel 1799 conseguì il dottorato in medicina presso l'Università di Lipsia, in seguito fu professore associato di storia naturale (1803-1815) e successivamente professore ordinario sempre di storia naturale (1815-1852). Allo stesso tempo, lavorò come professore associato di botanica (1807-1852) a Lipsia.
Nel 1837, fu direttore dell'orto botanico di Lipsia, grazie alla successione di Gustav Kunze. Schwägrichen morì il 2 maggio 1853, a causata da una caduta dalle scale.
Egli è l'autorità tassonomica delle famiglie  di muschi Polytrichaceae e Funariaceae. Il genere Schwaegrichenia fu chiamato in suo onore.

## Pubblicazioni principali
- "Topographiae botanicae et entomologicae Lipsiensis", 4 volumi, (1799-1806).
- "Joannis Hedwig...species muscorum frondosorum descriptae et tabulis aeneis lxxvii coloratis illustratae /opus posthumum, editum a Friderico Schwaegrichen". Lipsiae (Leipzig) : sumtu J. A. Barthii; Parisiis, A. Koenig, 1801. (come redattore, autore principale Johann Hedwig).[6]
  - "Catalogue of the Hedwig-Schwägrichen Herbarium (G)". di Michelle J Price, (2005).[7]
- Leitfaden zum Unterrichte in der Naturgeschichte für Schulen, 2 volumi, (1803)
- Anleitung zum Studium der Botanik, Lipsia (1806)
- "Historiae muscorum hepaticorum prodromus", Lipsia (1814).